# 緑園区
緑園区（りょくえん-く）は中華人民共和国吉林省長春市西部に位置する市轄区。

## 行政区画
14街道、3鎮を管轄：
- 街道弁事処：正陽街道、春城街道、青年街道、普陽街道、鉄西街道、林園街道、同心街道、錦程街道、東風街道、富民街道、迎賓街道、自立街道、広興街道、錦繡街道
- 鎮：合心鎮、西新鎮、城西鎮

## 交通

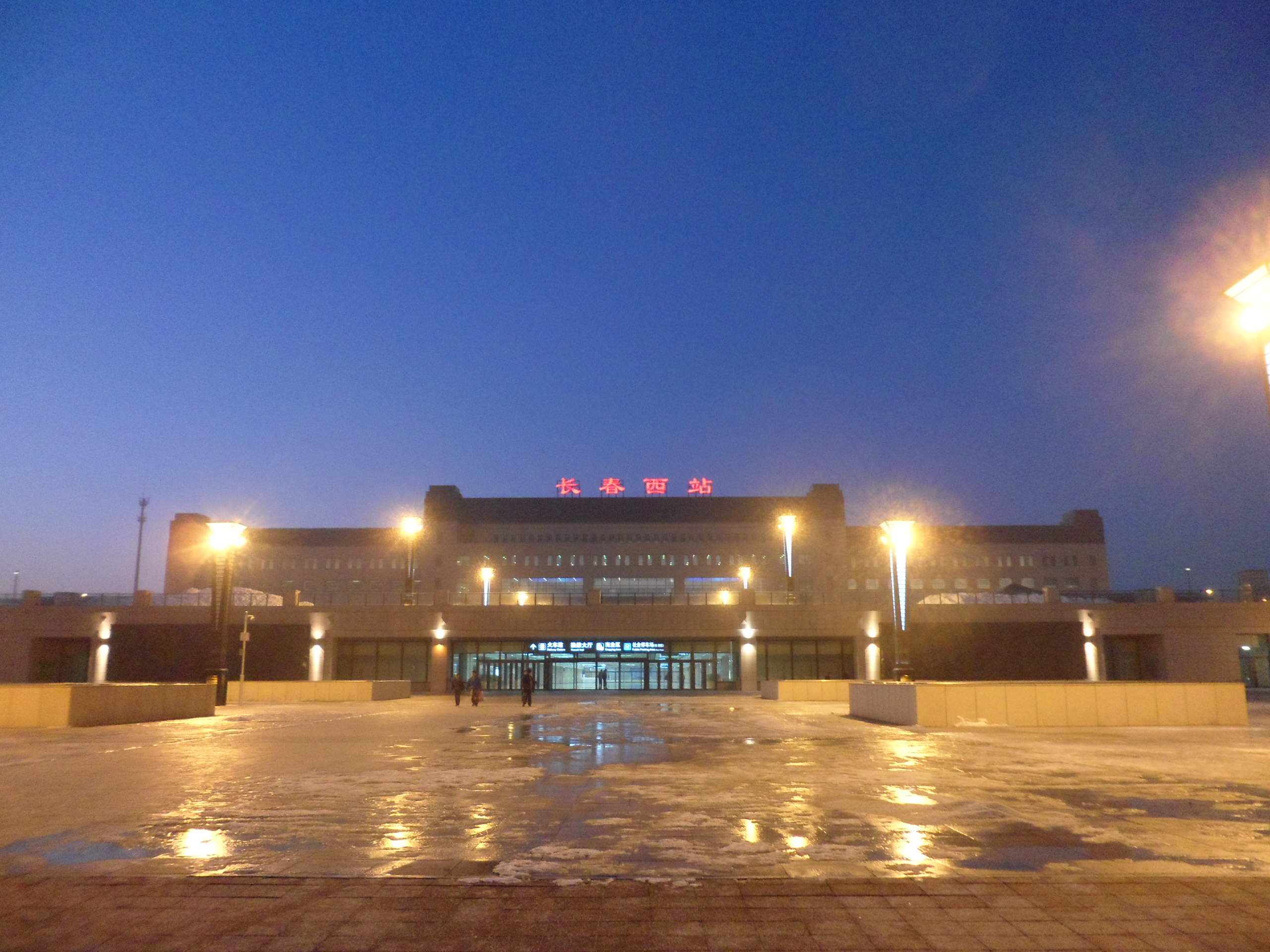
長春西駅

### 鉄道
- 中国鉄路総公司
  - 哈大旅客専用線
    - 長春西駅
- 長春軌道交通
  - ■2号線

双豊駅 - 長春西駅 - 興隆堡駅 - 西環城路駅 - 和平大街駅 - 万福街駅 - 景陽広場駅 - 解放橋駅 -（解放大路方面）
- 長春有軌電車54路、55路

### 道路
- 高速道路
  - 長深高速道路
  - 長春環状高速道路
- 国道
  - G102国道